# Limba peceneagă
Limba peceneagă este o limbă moartă turcică vorbită în trecut de către pecenegii din Europa de est (Ucraina de sud, Rusia de sud, Moldova, Muntenia și Panonia în secolele VII până în XII. Prințesa bizantină Ana Comnena ne spune cum Pecenegii și Cumanii vorbeau aceiași limbă.